# Timotej Dodlek
Timotej Dodlek (sinh 23 tháng 11 năm 1989 ở Čakovec) là một tiền vệ bóng đá Serbia thi đấu cho Bačka BP.

## Sự nghiệp
Ngày 28 tháng 2 năm 2017, Dodlek gia nhập Utenis Utena của Litva.

## Cuộc sống cá nhân
Em trai của anh, Sven Dodlek, cũng là một cầu thủ bóng đá.